# Собачий Зуб (заказник)
Соба́чий Зуб — ботанічний заказник місцевого значення в Україні. Розташований у межах Романівської селищної громади Житомирського району Житомирської області, на захід від села Залужне.
Площа 543 га. Статус надано згідно з Рішенням 11 сесії 23 скликання Житомирської обласної ради від 29.11.2001 року. Перебуває у віданні ДП «Баранівське ЛМГ» (Биківське лісництво, кв. 36, 37 [вид. 16], 41, 42, 46, 52, 53, 54).

## Опис заказника
Рельєф заказника похило-хвилястий, із відносними висотами похилих схилів 3-4 м. В центральній частині заказника протікає сильно меандруюча річка Нивна з глибоко врізаним руслом. У південній частині заказника, на плакорі домінують 300-350-річні дубові ліси ліщиново-волосистоосокові у комплексі із трясучковидноосоковими. Загальний нахил плакору — північний, з крутизною 3-5˚ у бік заплави річки. У долині останнього сформувалися 50-60-річні вільхові ліси з домінуванням бутня ароматного у трав'яному покриві. Південний схил плакору зайнятий 65-річними грабово-дубовими лісами ліщиново-трясучковидноосоковими, які на схилі змінюють добре дренований вільховий ліс, вище у рельєфі розміщуються 65-річні грабово-дубові ліси ліщиново-волосистоосокові.
Ценози 350-річного лісу добре збереглися. І ярус деревостану утворює дуб черешчатий віком 350 років, заввишки до 34 м, діаметром 1,3 м, із зімкнутістю крон 0,6-0,7. ІІ ярус деревостану заввишки 15-18 м розріджений, складається з 30-40-річного граба звичайного, загальна зімкнутість крон ІІ ярусу не перевищує 0,2-0,3. Підріст деревних порід поодинокий, складається переважно із граба, липи дрібнолистої, клена гостролистого. Підлісок також поодинокий, складається переважно з ліщини звичайної, крушини ламкої та горобини звичайної. Трав'яно-чагарничковий ярус середньогустий, рівномірний, із загальним проективним покриттям 30-40%. Значну участь у створенні ярусу беруть такі види, як крушина лікарська (1-3%), зірочник лісовий (3-5%), зеленчук жовтий (5-7%), медунка темна (1-3%), чина весняна (1-3%), просянка розлога (до 1%). Меншу роль відіграють: ожика волосиста, конвалія звичайна, щитник чоловічий, перестріч лучний, гравілат міський, горлянка повзуча, веснівка дволиста, дзвоники кропиволисті, жовтець золотистий, перлівка поникла, копитняк європейський, печіночниця звичайна, щитник шартрський, безщитник жіночий, костриця велетенська.
Весною в даному ценозі добре виявлений аспект весняних ефемероїдів, першим — у березні — зацвітає еритроній собачий зуб, занесений до «Червоної книги України», а згодом — у квітні — аспектує типова у регіоні анемона дібровна.

## Види, що підлягають охороні
Найбільшу цінність у заказнику має саме популяція гірського центрально-європейського виду — еритронія собачого зуба, занесеного до «Червоної книги України» (2009). Цей локалітет є єдиним в Українському Поліссі і найбільш східним в Україні.